# Peter Bartholomäus
Peter Bartholomäus († 20. April 1099) war ein mittelloser französischer Mönch und Mystiker, der die Ritter auf dem Ersten Kreuzzug begleitete.
Im Dezember 1097, während der Belagerung Antiochias, berichtete er von Visionen, zumeist von St. Andreas, die er habe. Peter berichtete, St. Andreas habe ihn zur Kirche St. Peter innerhalb Antiochias geführt, und ihm gezeigt, wo die Heilige Lanze gefunden werden könne. St. Andreas beauftragte Peter, die Anführer des Kreuzzugs darüber zu informieren, und die Lanze Raimund IV. von Toulouse zu übergeben, wenn sie gefunden würde. Peter unterrichtete Raimund oder die anderen Anführer nicht sofort, wartete vier weitere Visionen ab, bis zum Juni 1098. Seit Februar 1098 verlor er seine Sehfähigkeit, vielleicht aufgrund des Hungers, mit dem die Kreuzfahrer zu kämpfen hatten, seiner Meinung nach aber als Strafe durch den Heiligen.
Nachdem die Kreuzfahrer Antiochia erobert hatten, begannen Peter und Raimund, den Boden der Kirche aufzugraben. Am 14. Juni 1098 entdeckte Peter die Lanze, gab vor, in der Nacht erneut eine Vision von St. Andreas gehabt zu haben, der ihm auftrug, einen Festtag zu Ehren der Entdeckung einzurichten. Viele Leute, darunter der Apostolische Legat Adhemar de Monteil, glaubten, Peter sei ein Scharlatan, der lediglich ein Stück Eisen mitgebracht hatte, um es hier zu finden. Nach Adhemars Tod später im Jahr sagte Peter, Adhemar habe ihn besucht, um ihm die Echtheit der Lanze zu bestätigen.
Die Entdeckung der Lanze wurde anfangs als gutes Omen angesehen, sie steigerte die Moral der Kreuzfahrer, als sie selbst von einer muslimischen Armee belagert wurden. Der Lanze wurde nachgesagt, den christlichen Sieg bei dieser Belagerung gesichert zu haben, so wie St. Andreas versprochen habe. Dennoch litt Peters Ruf, zumal viele Adlige seinen Angaben keinen Glauben schenkten. Später gab er an, Jesus habe ihn beauftragt, die Kreuzritter barfuß nach Jerusalem gehen zu lassen, was jedoch weitgehend ignoriert wurde. Andere Visionen von Jesus, Andreas, Adhemar und anderen enthüllten göttlichen Ärger über die Sünden und Sitten der Kreuzfahrer.
Am 8. April 1099 ging Peter durch eine Feuerprobe in dem Versuch, seine Aussagen zu beweisen. Er zog sich dabei höchstwahrscheinlich schwere Verbrennungen zu, obwohl er angab, unverletzt zu sein, da Jesus ihm im Feuer erschienen sei, und erst verletzt worden zu sein, als die Menge ihn hinterher feierte. Er starb zwölf Tage später, am 20. April.